# Forcipomyia mcateei
Forcipomyia mcateei är en tvåvingeart som beskrevs av Wirth 1956. Forcipomyia mcateei ingår i släktet Forcipomyia och familjen svidknott. Inga underarter finns listade i Catalogue of Life.